# Raider Klan
Raider Klan (стилізовано як RVIDXR KLVN) — нині неіснуючий американський хіп-хоп колектив, створений у Керол-Сіті, штат Флорида, у 2008 році. Згодом до нього приєдналися учасники з інших міст США, таких як Мемфіс, Сіетл та Х'юстон. Шанувальники, критики та колеги-артисти вважають їх одним з найвпливовіших хіп-хоп рухів 2010-х років. У 2012 році The Guardian назвав їх одним з ключових рушіїв, які відродили хіп-хоп гурти.
На піку своєї популярності колектив переживав період стрімкого зростання, з'явившись поряд з такими групами, як Odd Future та ASAP Mob. Спочатку до складу Raider Klan входили репери SpaceGhostPurrp, Dough Dough Da Don, Kadafi, Muney Junior і Jitt, а згодом до нього приєдналися Denzel Curry, Chris Travis, Eddy Baker, Xavier Wulf, Ruben Slikk, Lofty305 і десятки інших. Багато колишніх учасників продовжили успішну сольну кар'єру або створили нові гурти, такі як Seshollowaterboyz, Schemaposse та Thraxxhouse.

## Історія
У 2008 році SpaceGhostPurrp найняв Dough Dough Da Don, Kadafi, Muney Junior і Jitt, щоб сформувати засновницький склад Raider Klan. SpaceGhostPurrp запросив Denzel Curry приєднатися до гурту після прослуховування його дебютного мікстейпу «King Remembered Underground Tape 1991-1995», на що Каррі погодився.
24 вересня 2012 року гурт випустив «2.7.5. Greatest Hits Vol.1», 44-трекову компіляцію сольних та спільних робіт учасників. 1 березня 2013 року вони випустили свій другий диск-компіляцію, «BRK Greatest Hits Vol.2: Collectors Edition». Вони випустили свій дебютний альбом «Tales from the Underground» 31 жовтня 2013 року. Останнім релізом гурту став «The Mixtape 2.75» 2015 року.

## Музичний стиль і вплив
AllMusic описав південний стиль хіп-хопу Raider Klan як «грубий» і «макабричний». Гурт часто використовував темний і лоуфайний стиль продюсування. У 2018 році HotNewHipHop сказав: «Понад десять років Raider Klan створював шум у Керол-Сіті, випускаючи записи з такими ж спотвореними басами, навмисно уривчастими звуками, які ми сьогодні чуємо в піснях Lil Pump і Ski Mask The Slump God».
Звучання Raider Klan було запозичене в першу чергу з ранньої творчості мемфіського хіп-хоп гурту Three 6 Mafia, а також включає елементи емо, хаус, хардкор хіп-хопу, дрилу та гороркору. В інтерв'ю 2019 року Дензел Каррі назвав Odd Future важливим фактором, що вплинув на групу.
У ліриці вони зосереджувалися на різноманітних темах - від наркотиків, сексу та грошей до чаклунства, демонів та філософії хотепу.
Raider Klan були одними з перших андеграундних реп-колективів, які інтегрували стиль раннього періоду Three 6 Mafia у свою музику, що згодом знайшло своє відображення на хіп-хоп сцені, зокрема у творчості ASAP Mob та Дрейка. У 2018 році в статті Альфонса П'єра, автора Pitchfork, члени Raider Klan та їхніх філій, такі як Denzel Curry, Chris Travis, Xavier Wulf і Bones, були названі піонерами реп-руху на SoundCloud.
Форма ліричного самовираження гурту, за словами Genius, вплинула на таких емоційних реперів, як XXXTentacion та Lil Uzi Vert. HotNewHipHop описав стиль репу Night Lovell як такий, що сформувався під сильним впливом музики гурту. Стиль продюсування Ronny J був значною мірою натхненний Raider Klan, включивши їхній стиль у треки для таких реперів, як XXXTentacion, Lil Pump, Smokepurpp і Ski Mask the Slump God. Rolling Stone описав музику саундклауд реперів XXXTentacion, Lil Pump, Ski Mask The Slump God, Smokepurpp і WifisFuneral як таку, що походить від творчості Raider Klan.

## Естетика
Від початку своєї кар'єри Raider Klan використовували текст, натхненний ієрогліфами, в якому більшість голосних замінювалися на «V» або «X», і стилізований під всі великі літери.
Стиль виник через захоплення SpaceGhostPurrp кеметизмом та єгипетською міфологією, а також як спосіб створити мову, зрозумілу лише учасникам та фанатам гурту. Згодом цей стиль почали використовувати інші гурти, такі як ASAP Mob.
Обкладинки альбомів гурту часто містять такі елементи, як листя канабісу, черепи та шрифти, натхненні фільмами жахів.
Члени Raider Klan часто носили повністю чорний одяг, який SpaceGhostPurrp пояснювали як символ їхніх «чорних сердець». Через це в статті 2012 року в газеті Guardian Кіран Єйтс описав їх як «реп-готів».

## Склад
- SpaceGhostPurrp
- Almighty Bumpin
- Amber London
- Big Zeem
- Black Kray
- Chiiirp
- Chris Travis
- Clip 275
- Dead Craig
- Denzel Curry
- Dirty Redd
- DJ Manny Virgo
- Dough Dough Da Don
- Eddy Baker
- Grandmilly
- Harvey G
- IndigoChildRick
- JGRXXN
- Jitt
- Junko Headhuntah
- Kadafi
- Key Nyata
- Klvn Rico
- Klvn Sailor
- Klvn Tyler
- Lil Champ Fway
- Lofty305
- Matt Stoops
- Mike Dece
- MuffLucid
- Muney Junior
- Nell
- Nisha Blanco
- Rell
- Ruben Slikk
- Shvun Dxn
- Sky Lexington
- Slim Guerilla
- Soulja Mook
- Xavier Wulf
- Young Renegade
- Yung Kane
- Yung Raw
- Yung Simmie

## Дискографія

### Альбоми
- 2013 — Tales From the Underground

### Компіляції
- 2012 — 2.7.5. Greatest Hits Vol.1
- 2013 — BRK Greatest Hits Vol. 2: Collectors Edition

### Мікстейпи
- 2015 — The Mixtape 2.75